# Мизеракс, Шавьер
Шавьер Мизеракс Рибальта (кат. Xavier Miserachs Ribalta; 12 июля 1937, Барселона — 14 августа 1998, Бадалона) — каталонский фотограф.
Отец был врачом, мама работала в библиотеке. Начал заниматься фотографией, когда учился в техническом училище Instituto Técnico Eulalia, затем изучал медицину в Барселонском университете, но через 5 лет бросил, чтобы посвятить себя фотографии.
В 1952 году поступил в Фотографическое объединение Каталонии, в 1956 году получил премию имени Луиса Наварро, присуждаемую объединением. Сотрудничал с различными испанскими периодическими изданиями, выпустил целый ряд фотоальбомов с пейзажными и видовыми снимками, начиная с «Барселона, чёрная и белая» (кат. Barcelona, blanc i negre; 1964) и Costa Brava show (1966). Написал также книгу: «Фотографический принцип: заметки к курсу фотографии» (кат. Criterio fotográfico: notas para un curso de fotografía). В 1998 году удостоен Креста Святого Георгия — одной из высших наград, присуждаемых женералитетом Каталонии.